# Gottfried Meskemper
Gottfried Franz Meskemper (* 6. Mai 1932 in Leyden (Südholland); †  21. Januar 2015 in Bremen) war ein deutscher Ingenieur der Elektrotechnik, Pionier mehrerer evangelikaler Organisationen und Verfasser evangelikaler Schriften.

## Leben und Wirken
Gottfried Meskemper wurde als Sohn eines jüdischen, 1942 in Auschwitz ermordeten Vaters und einer katholischen Mutter geboren. Ab seinem zweiten Lebensjahr wuchs er bei einem Onkel mütterlicherseits in Oldenburg auf. Er wurde katholisch getauft und wechselte im Alter von 12 Jahren aufgrund bedrückender Erlebnisse in der Katholischen Kirche in seiner Zeit als Messdiener zur Evangelischen Kirche, wo er auch konfirmiert wurde. Nach Abschluss der Volksschule absolvierte er von 1946 bis 1949 bei der Deutschen Bundespost eine Ausbildung im Telegraphenbau. In Abendkursen holte er den Schulabschluss der Mittleren Reife nach und ging danach bis 1954 als Stipendiat seines Lehrbetriebes zur Ausbildung zum Diplomingenieur der Elektrotechnik nach Lage. Bis 1957 wurde er auf seine zukünftige Inspektorentätigkeit bei der Deutschen Bundespost vorbereitet und wurde von Oldenburg nach Bremen versetzt, wo er als Planer und ab 1967 als Lehrbeamter in der Lehrlingsausbildung und Erwachsenenbildung tätig war und 1994 als Amtsrat der Deutschen Telekom in Pension ging.
In Bremen lernte er den DCTB kennen, wo er sich 1958 unter dem Einfluss einer Predigt von Walter Tlach entschied, als Christ zu leben. Er arbeitete in evangelischen Kirchengemeinden in Bremen mit, beteiligte sich beim Aufbau eines Bibelkreises, engagierte sich 30 Jahre lang im Kirchenvorstand der Hohentorsgemeinde der Bremischen Evangelischen Kirche und war Mitglied ihrer Synode. Meskemper war mit Heinrich Kemner aus Ahlden an der Gründung des Betheler Arbeitskreises beteiligt, aus der 1962 die Bekenntnisbewegung Kein anderes Evangelium hervorging und war dort Mitglied des Geschäftsführenden Ausschusses. Von 1979 bis 2002 war er als Mitgründer stellvertretender Vorsitzender der Freien Evangelischen Bekenntnisschule in Bremen und war Sprecher der von ihm ins Leben gerufenen bundesweiten Arbeitsgemeinschaft Evangelischer Bekenntnisschulen (AEBS). Er unterstützte die Gründung der Studiengemeinschaft Wort und Wissen, wo er 20 Jahre lang im Vorstand mitwirkte. Von 1976 bis 1997 war er der Leiter des Deutschen Christlichen Techniker-Bundes. 2005 wurde er zum Vorsitzenden der Evangelischen Notgemeinschaft in Deutschland gewählt, die sich unter dem Motto „Kirche muss Kirche bleiben“ gegen eine Politisierung der evangelischen Kirchen wandte.
Meskemper hielt Vorträge zu Themen wie der Schulentwicklung: Anamnese der deutschen Schulmisere und PISA, Jesus der Techniker mit Betrachtungen zu dessen irdischem Beruf oder Jesus der Lehrer. Er verfasste verschiedene Schriften und war Autor einiger Bücher.

## Privates
Meskemper heiratete 1954 seine Frau Liesel. Seine Tochter wurde 1963 geboren, die heute Studiendirektorin ist. Das Paar wohnte in Bremen.

## Veröffentlichungen
- Falsche Propheten unter Dichtern und Denkern, Schwengeler Verlag, Berneck 1983, 5. Auflage 2000, ISBN 978-3-85666-383-4.
- als Hrsg.: Ansätze zu einem neuen Denken. In Naturwissenschaft, Gesellschaft, Wirtschaft und Theologie, (Arthur Ernest Wilder-Smith zum 70. Geburtstag gewidmet), Hänssler-Verlag, Neuhausen 1985, ISBN 978-3-7751-1091-4.
- Jesus, der Lehrer: sein Vorbild für die Vorbilder der Gegenwart, Hänssler-Verlag, Neuhausen-Stuttgart 1988, ISBN 978-3-7751-1317-5.
- In einem Zug, Christliche Literatur-Verbreitung, Dillenburg 2002, ISBN 978-3-89436-309-3.